# Pawina Thongsuk
Pawina Thongsuk (Thai: ปวีณา ทองสุก; * 18. April 1979 im Landkreis Sikhoraphum der Provinz Surin) ist eine thailändische Gewichtheberin.

## Werdegang
Pawina Thongsuk begann 1992 mit dem Gewichtheben. Sie zeigte in dieser Sportart großes Talent. Nachdem sie erste nationale Erfolge erzielt hatte, kam sie in die Obhut der Trainer Vinai Khamcheensri und Zhang Jiamin, die sie an die Weltspitze heranführten. 1999 startete sie erstmals bei Weltmeisterschaften und belegte gleich einen guten vierten Platz. Höhepunkt ihrer bisherigen Laufbahn war der Olympiasieg 2004 in Athen. Sie startete dabei mit einem Körpergewicht von 69,29 kg in der Klasse bis 75 kg. Bemerkenswert ist, dass sie im Jahr darauf bei den Weltmeisterschaften 2005 in der Gewichtsklasse bis 63 kg Körpergewicht antrat und dazu mehr als 6 kg abtrainierte. Pawina Thongsuk ist 1,56 Meter groß und besuchte das Chiang Mai College.

## Internationale Erfolge
(OS = Olympische Spiele, WM = Weltmeisterschaft)
- 1997, 4. Platz, WM in Chiangmai/Thailand, bis 64 kg, mit 215 kg, hinter Yanqing Chen, China, 230 kg und Chen Jui-Lien, Taiwan, 225 kg;
- 1998, 2. Platz, Jun.-WM in Sofia, bis 69 kg, mit 215 kg, hinter Sichun Shang, China, 232,5 kg und vor G. Likerecz, Ungarn, 205 kg;
- 1999, 2. Platz, Jun.-WM in Savannah/USA, bis 69 kg, mit 225 kg, hinter Lin Weining, China, 242,5 kg und vor Olga Obrezkowa, Russland, 207,5 kg;
- 1999, 4. Platz, WM in Athen, bis 69 kg, mit 227,5 kg, hinter Tianni Sun, China, 247,5 kg, Milena Trendafilowa, Bulgarien, 232,5 kg und Erszebet Markus, Ungarn, 232,5 kg;
- 2000, 7. Platz, OS in Sydney, bis 69 kg, mit 225 kg, Siegerin: Lin Weining, China, 242,5 kg vor Erszebet Markus, 242,5 kg;
- 2002, 2. Platz, Asian Games in Busan, bis 69 kg, mit 260 kg, hinter Liu Chunhong, China, 262,5 kg und vor Mya Sando Oo, Myanmar, 250 kg;
- 2002, 1. Platz, WM in Warschau, bis 69 kg, mit 260 kg, vor Walentina Popowa, Russland, 257,5 kg und Nahla Ramadan, Ägypten, 245 kg;
- 2003, 1. Platz, Universiade in Pavia, bis 69 kg, mit 255 kg;
- 2003, 4. Platz, WM in Vancouver, bis 69 kg, mit 255 kg, hinter Liu Chunhong, 270 kg, Ester Krutzler, Ungarn, 262,5 kg und Walentina Popowa, 257,5 kg;
- 2004, 2. Platz, Asian Games in Almaty, bis 69 kg, mit 262,5 kg, hinter Liu Chunhong, China, 270 kg und vor Irina Wlassowa, Kasachstan, 225 kg;
- 2004, Goldmedaille, OS in Athen, bis 75 kg, mit 272,5 kg, vor Natalja Zabolotnaja, Russland, 272,5 kg und Walentina Popowa, 265 kg;
- 2005, 1. Platz, Süd-Ost-Asien-Spiele in Bacalod/Philippinen, bis 69 kg, mit 257 kg, vor Yar The Pan, Malaysia, 232 kg und Khuat Minh Hai, Vietnam, 215 kg;
- 2005, 1. Platz, WM in Doha, bis 63 kg, mit 256 kg, vor Swetlana Schimkowa, Russland, 247 kg und Liu Xia, China, 238 kg

## Medaillen Einzeldisziplinen
(bei Olympischen Spielen werden keine WM-Medaillen mehr vergeben)
- WM-Goldmedaillen: 2002, Stoßen, 147,5 kg – 2005, Reißen, 116 kg – 2005, Stoßen 140 kg
- WM-Silbermedaillen: 2002, Reißen, 112,5 kg

| Personendaten    | Personendaten                |
| ---------------- | ---------------------------- |
| NAME             | Pawina Thongsuk              |
| KURZBESCHREIBUNG | thailändische Gewichtheberin |
| GEBURTSDATUM     | 18. April 1979               |
| GEBURTSORT       | Landkreis Sikhoraphum, Surin |